# Steven Berkowitz
Steven Berkowitz (nascido em 4 de setembro de 1958) foi o ex-CEO da Move, Inc., uma empresa de mídia online que opera sites imobiliários como Realtor e Move. Antes de se juntar à Move, Inc., Berkowitz foi o vice-presidente sênior do grupo de serviços online da Microsoft, onde supervisionou os negócios globais do MSN e do Windows Live Search (agora Bing). Foi também o CEO da Ask Jeeves, um dos principais motores de busca na internet. Ele é o CEO e membro do conselho da Lumos Labs (Lumosity), uma empresa que desenvolve jogos e aplicativos para treinar o cérebro. Trabalhou na IDG Books Worldwide (agora Wiley Publishing), onde foi responsável pelo lançamento da série de livros For Dummies.